# Dorotea Cezarejska
Dorotea iz Cezareje bila je kršćanska djevica i mučenica iz 3. stoljeća koja se štuje kao svetica.

## Životopis
Rođena je u Cezareji. U mladosti se zavjetovala na djevičanstvo. Doznavši za nju carski namjesnik Sapricije ju je dao zatvoriti. Ubrzo joj je bilo naređeno da žrtvuje rimskim bogovima.
Dorotea je imala dvije sestre, Kristu i Kalistu koje su iz straha zatajile kršćanstvo te žrtvovale rimskim bogovima. One su asnije pokušale i samu Doroteu nagovoriti na isti čin. Tom ih je prigodom Dorotea uspjela ponovno preobratiti te su sestre zbog toga spaljene. Dorotea je zatim bila mučena te su joj na kraju odrubili glavu.
Kad su je vodili na pogubljenje sreo ju je odvjetnik imenom Teofil te joj podrugljivo rekao da mu iz Isusova vrta pođalje cvijet. Prema predaji tada joj se ukazalo dijete noseći nekoliko ruža i tri jabuke. Ona ga je zamolia da ih ponese Teofilu. Teofil se tada obratio na kršćanstvo te je uskoro bio mučen.

## Štovanje
Spomendan joj se slavi 6. veljače.
U Rimu se u crkvi svete Dorotee na njezin blagdan blagoslivljaju jabuke.

### Knjige
- Iveković, Francisko. 1892. Životi svetaca i svetica Božjih: Siječanj, veljača, ožujak. Dijel 1. 2. izdanje. Hrvatsko katoličko tiskovno društvo. Zagreb.
- Koledar svih svetaca i svetica božjih ili životi svetaca za sve dheve godišta i sve godišnje svetkovine pomične i nepomične i potpuni privod rimskoga martirologija. Narodna tiskara. Split. 1838